# 生成 (哲学)
在哲學中，生成（英語：Becoming；德語：Werden）是存在的事物發生變化的可能性。
在本體論的哲學研究中，生成的概念起源於古希臘。當時的哲學家赫拉克利特曾表示，世上沒有什麼是不變的，除了變化和生成（即一切都是非恆久的）。巴門尼德則率先提出存有的哲學觀念，認為我們用感官感知到的變化或“生成”是具有誤導性的，自然背後有一個純粹完美和永恆的存有，這是存有的終極真理。生成，連同它的對立面「存有」，是本體論中的兩個基本概念。
在哲學中，“生成”一詞涉及一個特定的本體論概念，也被過程哲學（英語：Process philosophy，或稱 ontology of becoming 或 processism）作為一個整體或與過程神學（英語：Process theology）的相關研究一起被研究。赫拉克利特因其流動（英語：flux）學說而被普遍認為是“過程方法的創始人”。